# Esgrima nos Jogos Mundiais Militares de 2011
As competições de esgrima nos Jogos Mundiais Militares de 2011 estão sendo realizadas entre os dias 19 a 24 de julho no 26º Batalhão de Infantaria Pára-quedista, no Rio de Janeiro no Brasil.

## Calendário
| Julho   | 15 | 16 | 17 | 18 | 19 | 20 | 21 | 22 | 23 | 24 |
| ------- | -- | -- | -- | -- | -- | -- | -- | -- | -- | -- |
| Esgrima |    |    |    |    | 2  | 2  | 2  | 1  | 3  | 1  |

|  | Dia de competição |  | Dia de final |

## Eventos
Ao todo serão disputados 11 eventos, sendo seis masculinos e cinco femininos, um a mais do que nos Jogos Olímpicos. Serão disputadas todas as provas olímpicas com exceção do florete por equipes feminino. Em contrapartida, foram adicionadas espada por equipes feminino e florete por equipes masculino:
Florete
- Individual feminino
- Individual masculino
- Equipes masculino

Sabre
- Individual feminino
- Individual masculino
- Equipes feminino
- Equipes masculino

Espada
- Individual masculino
- Individual feminino
- Equipes masculino
- Equipes masculino

## Medalhistas
Masculino
| Evento                       | Ouro | Prata | Bronze |
| Florete individual detalhes  |      |       |        |
| Sabre individual detalhes    |      |       |        |
| Espada individual detalhes   |      |       |        |
| Florete por equipes detalhes |      |       |        |
| Sabre por equipes detalhes   |      |       |        |
| Espada por equipes detalhes  |      |       |        |

Feminino
| Evento                      | Ouro | Prata | Bronze |
| Florete individual detalhes |      |       |        |
| Sabre individual detalhes   |      |       |        |
| Espada individual detalhes  |      |       |        |
| Sabre por equipes detalhes  |      |       |        |
| Espada por equipes detalhes |      |       |        |

## Quadro de Medalhas
| Ordem | País | Medalha de ouro | Medalha de prata | Medalha de bronze | Total |
| ----- | ---- | --------------- | ---------------- | ----------------- | ----- |